# Marry the Night
Marry the Night ist ein Lied der US-amerikanischen Sängerin Lady Gaga und ist die fünfte Single aus ihrem zweiten Album Born This Way. Es wurde von Lady Gaga und Fernando Garibay während der Monster Ball Tour geschrieben und produziert.

## Hintergrund
Marry the Night wurde während der Monster Ball Tour 2010 von Lady Gaga und Fernando Garibay geschrieben. Garibay hatte bereits an Dance in the Dark mitgearbeitet, welches einen sehr starken Einfluss auf Marry the Night hat. Lady Gaga wollte nicht, dass das Lied wie eines ihrer damaligen Werke klingt und ließ sich deshalb von der Kirchenglockenmusik beeinflussen. Sie selbst sagte, dass sie zu weinen anfing, als sie das Lied zum ersten Mal hörte. Ursprünglich wurde Marry the Night 2010 im Bus Studio aufgenommen. Später wurde es von Tony Maserati in den RMC Studios in Los Angeles fertiggestellt.
Am 14. Februar 2011 sagte Lady Gaga in der Ryan Seacrests Radiosendung, dass Marry the Night der erste Titel und eines ihrer Lieblingslieder des zu erwartenden Albums sei. Außerdem sagte sie:

„Es ist wie Whitney, aber in der Vorstellung, dass Bruce Springsteen ein Baby mit Whitney Houston hat. Und das ist es, wir haben ein Baby. Endlich, nach allem, was Fernando und ich lang und mühsam erarbeitet hatten.“

## Komposition

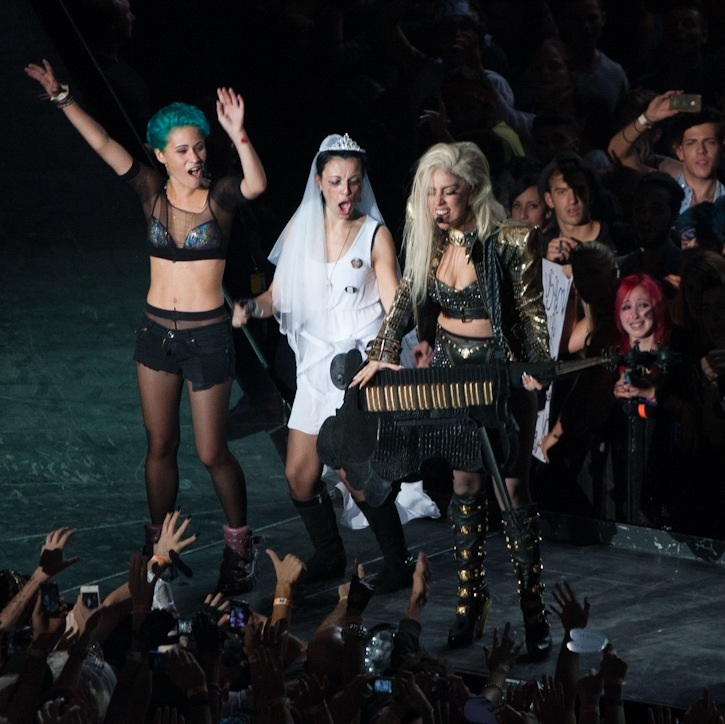
Lady Gaga singt Marry The Night auf ihrer Born This Way Ball Tour

Marry the Night ist ein Dance-Pop-Lied, das von Elektropop und House beeinflusst ist. Es beginnt mit elektronischem Kirchenglockengeläute, und Lady Gaga singt leise „I'm gonna marry the night/I won't give up on my life/I'm a warrior queen/Live passionately tonight“. Das Tempo ist mit 64 Schlägen pro Minute recht langsam. Die Tonart ist A-Moll mit einem Stimmumfang von G3-E5. Die Kirchenglocken sollen Parallelen zwischen Gagas Fans (Little Monsters) und der Religion (Christentum) herstellen.

## Kritik
Marry the Night hat einige positive Bewertungen von Kritikern erhalten. Stephen Erlewine von Allmusic sagte „Marry the Night glänzt mit einem Neon-Impuls“. Sal Cinquemani vom Slant Magazine nannte es einen würdigen Nachfolger von Dance in the Dark, und BBC Music sagte, dass Marry the Night perfekt sei und ein Koloss werden könne. About.com bezeichnete das Lied als nahezu perfekt und es sei eine große Einladung an die Dunkelheit, innen und außen zu umarmen.
Eine negative Bewertung kam von PopMatters, die unter anderem den instrumentalen Abschnitt nach der 3:35-Marke als sinnlos empfanden.

## Musikvideo
Das Musikvideo wurde vom 10. bis zum 13. Oktober 2011 in Staten Island und Harlem (beides New York) gedreht. Am 20. November wurde zunächst ein zweiminütiger Abschnitt, am 1. Dezember dann das komplette Video veröffentlicht. Insgesamt ist das Video knapp 14 Minuten lang und somit mit Abstand das längste Lady Gagas.

## Mitwirkende
- Lady Gaga – Text, Produktion und Gesang
- Fernando Garibay – Text, Produktion, Programmierung und Keyboard
- Bill Malina – Audio Engineering
- Dave Russell – Aufnahme
- Eric Morris – Aufnahme
- DJ White Shadow – Programmierung
- Chris Gehringer – Mastering
- Tony Maserati – Abmischung
- Jon Castelli – Abmischung
- Justin Hergett – Abmischung

## Veröffentlichungen
Während des Promotion-Blitzes für Born This Way veröffentlichte Lady Gaga Marry the Night bei FarmVille am 17. Mai 2011. Die erste Aufführung war bei der HBO Monster Ball Spezial am 6. Mai 2011.
Als Single wurde Marry the Night am 15. November 2011 in den USA im Radio veröffentlicht. Seit dem 30. November ist es in Großbritannien als Schallplatte erhältlich, zwei Tage später erschien in Deutschland die CD Single. Am 20. Dezember 2011 wurde „The Remixes“ in vielen europäischen Staaten, Singapur und den USA als Download veröffentlicht.

## Kommerzieller Erfolg

### Chartplatzierungen
In Deutschland stieg Marry the Night am 26. November 2011 auf Platz 44 in die Charts ein, nachdem die Verkäufe durch die Aufführung bei der Bambi-Verleihung am 11. November angestiegen waren. In der 6. Chartwoche wurde mit Platz 17 die höchste Platzierung in Deutschland erreicht. In den beiden darauffolgenden Wochen sank es jeweils um einen Platz. Insgesamt war es drei Wochen in den Top 20 vertreten.
In Österreich stieg es erst später, am 23. Dezember in die Hitparade ein. In der zweiten Woche stieg es von Platz 33 auf 13, welches die Höchstposition ist. In den beiden darauffolgenden Wochen sank es auf Platz 17 bzw. 20, sodass es auch in Österreich drei Top-20-Wochen hatte. In der Schweiz stieg es am 18. Dezember auf Platz 54 in die Hitparade ein. In der siebten Woche wurde mit Platz 34 die Höchstposition erreicht.

### Auszeichnungen für Musikverkäufe
| Land/Region                  | Auszeichnungen für Musikverkäufe (Land/Region, Auszeichnung, Verkäufe) | Verkäufe  |
| ---------------------------- | ---------------------------------------------------------------------- | --------- |
| Australien (ARIA)            | Platin                                                                 | 70.000    |
| Brasilien (PMB)              | 3× Platin                                                              | 180.000   |
| Finnland (IFPI)              | —                                                                      | 4.454     |
| Vereinigte Staaten (RIAA)    | Platin                                                                 | 1.000.000 |
| Vereinigtes Königreich (BPI) | Silber                                                                 | 200.000   |
| Insgesamt                    | 1× Silber · 5× Platin ·                                                | 1.454.454 |

Hauptartikel: Lady Gaga/Auszeichnungen für Musikverkäufe